# Gangarol
Koordinati:   43°54′07″N, 15°20′30″E
Gangarol je dolg ozek nenaseljen otoček v šibeniškem arhipelagu. Otoček leži v Srednjem kanalu med Žutom in Pašmanom, od katerega je oddaljen okoli 2 km. Površina otočka meri 0,332 km². Dolžina obalnega pasu je 3,21 km. Najvišji vrh je visok 36 mnm.